# 顧容
顧容（？—？），吳郡吳縣（今江苏省苏州市）人，是三国時期孫吳將領，官至荊州刺史。
顧容出身於吳郡顧氏，為吳國丞相顧雍族弟，官至荊州刺史。寶鼎三年（268年，晉泰始四年），受命與交州刺史劉俊、前部督脩則討伐交阯的叛軍，連續三次攻打交阯都被晉國任命的交阯太守楊稷所擊敗，鬱林、九真兩郡也相繼依附晉國。之後，楊稷派遣牙門將毛炅、董元攻擊顧容軍駐屯的合浦，兩方在古城交戰，吳軍大敗，劉俊、脩則陣亡。顧容只得率殘部退保合浦。
顧容有一子顧相，曾任臨海太守，曾孫顧和東晉時官至尚書令。